# Rocafort y Vilumara
Rocafort y Vilumara (oficialmente y en catalán El Pont de Vilomara i Rocafort) es un municipio español de la provincia de Barcelona, en la comunidad autónoma de Cataluña. Ubicado en la comarca del Bages, tiene una población de 4140 habitantes (INE 2024). Está formado por la unión de dos antiguos núcleos urbanos: el de Rocafort y el de Vilumara. También pertenece a este municipio la partida de Marquet que había pertenecido a Mura. En Marquet se encuentra una antigua iglesia prerrománica, considerada una de las más antiguas de la comarca.

## Geografía
Vilumara está situado en la parte baja del término municipal, a una altitud de 202 m sobre el nivel del mar, mientras que Rocafort está en la parte alta, a una altitud de 421 m. Entre las dos entidades de población, hay una separación de 7 km. Hay puntos del territorio municipal que superan los 600 m. La colina del Montgròs está considerado como la principal referencia orográfica, con un altitud de 578 m.
El territorio está situado entre la riera de Mura, también llamada de Nesprès, y el río Llobregat. Por una parte, la riera de Mura delimita el término con los de Mura y Talamanca y por otra parte, el río Llobregat lo delimita con Manresa y San Fructuoso de Bages.

## Historia
La primera referencia histórica del pueblo de Rocafort, data del año 902, con la denominación de Palau de Vesa (Palacio de Vesa). Hay documentos del año 966 donde se cita a la ermita de San Pedro de Oristrell, actualmente en buen estado de conservación. En el 982 se encuentran ya referencias al lugar de Vilumara, propiedad del castillo de Rocafort, con el nombre de Villa Amara. Existen pocos documentos históricos sobre la población de la localidad antes del siglo XII, siglo en el que la epidemia de peste asoló al país, diezmando de un modo importante la población local que no se recuperó hasta pasado algún tiempo. El censo se vio también muy afectado los siglos siguientes por diversas epidemias y guerras.
A finales del siglo XIII el linaje de la familia Rocafort es desplazado por la familia Sitjar, pasando a ser estos últimos los que mantienen el título de Señores de Rocafort. El último Señor de Rocafort, Pedro de Sitjar, mando construir en 1347 la ermita de San Román, aunque la repentina muerte del Señor el año siguiente, hizo que se detuvieran las obras. Esto y la llegada de la peste negra hizo que la construcción de la ermita no se reanudara hasta el 1353.
En 1377, después de la muerte de la viuda del último señor de Rocafort, el castillo de Rocafort, así como sus tierras, pasa a ser de dominio del monasterio de San Benito de Bages, el cual mantuvo su dominio hasta 1835, cuando se extinguió la comunidad monástica. 
Vilumara empezó a desarrollarse alrededor del puente que se construyó durante la Edad Media en el camino que unía las ciudades de Manresa y Barcelona. La población recibió un buen número de inmigrantes a partir de finales del siglo XIX, al construirse diversas fábricas textiles, hasta entonces, el núcleo estaba formado por unas pocas casas con una pequeña parroquia, la ermita de Santa Magdalena. En 1874 se constituyó la primera sociedad destinada a llevar agua a Rocafort, pero la empresa acabó en fracaso. Poco después, en 1897 se recompuso la sociedad y se buscó una mina con más agua, pero igualmente, la cantidad no era suficiente. En aquella época era impensable subir el agua de la riera de Mura hasta Rocafort. A partir de 1947 Rocafort se quedó sin capellán y el número de habitantes decrecía a causa de una fuerte emigración, mientras que en Villimara pasaba todo lo contrario. Poco a poco Vilumara se transformaba en la zona residencial, mientras que Rocafort aumentaban las segundas residencias, pasando a ser un lugar de veraneo.
El 18 de enero de 1902 una caldera de vapor explotó en la fábrica del Sr. Jover destrozando la contigua, de Regordoza, ambas quedaron destrozadas y fallecieron entre 30 a 40 personas, principalmente mujeres, niños y niñas así como tres obreros y el director, además hubo que lamentar bastantes mutilados y la pérdida del empleo de los 300 trabajadores empleados de Jover cuyas familias quedaron en «la más espantosa de las miserias» según la prensa.
En 1985 un incendio arrasó con la vegetación lindante en un espacio de 5400 hectáreas con la localidad de Rocafort que llegó casi a Vilumara, dejando un paisaje devastado y austero.

## Toponimia
Con anterioridad a la época contemporánea, el nombre había sido simplemente Rocafort y más oficialmente Rocafort del Bages. No aparece Vilomara en el topónimo debido a que era un arrabal pequeño y lejano.
Hasta la reforma de la nomenclatura municipal de 1916 el municipio se llamaba simplemente Rocafort. En dicha fecha su nombre fue modificado por el de Rocafort y Vilumara. Posteriormente, en 1933, el nombre cambió a Rocafort i El Pont de Vilomara. La denominación actual del municipio fue aprobada por la Generalidad de Cataluña el 27 de mayo de 1982. La razón del cambió fue el traslado del ayuntamiento y el crecimiento demográfico y en todos los sentidos de El Pont de Vilomara.
Vilomara es una evolución del nombre antiguo, que era Villa Amara, un alodio dentro del término y dominios del castillo de Rocafort.

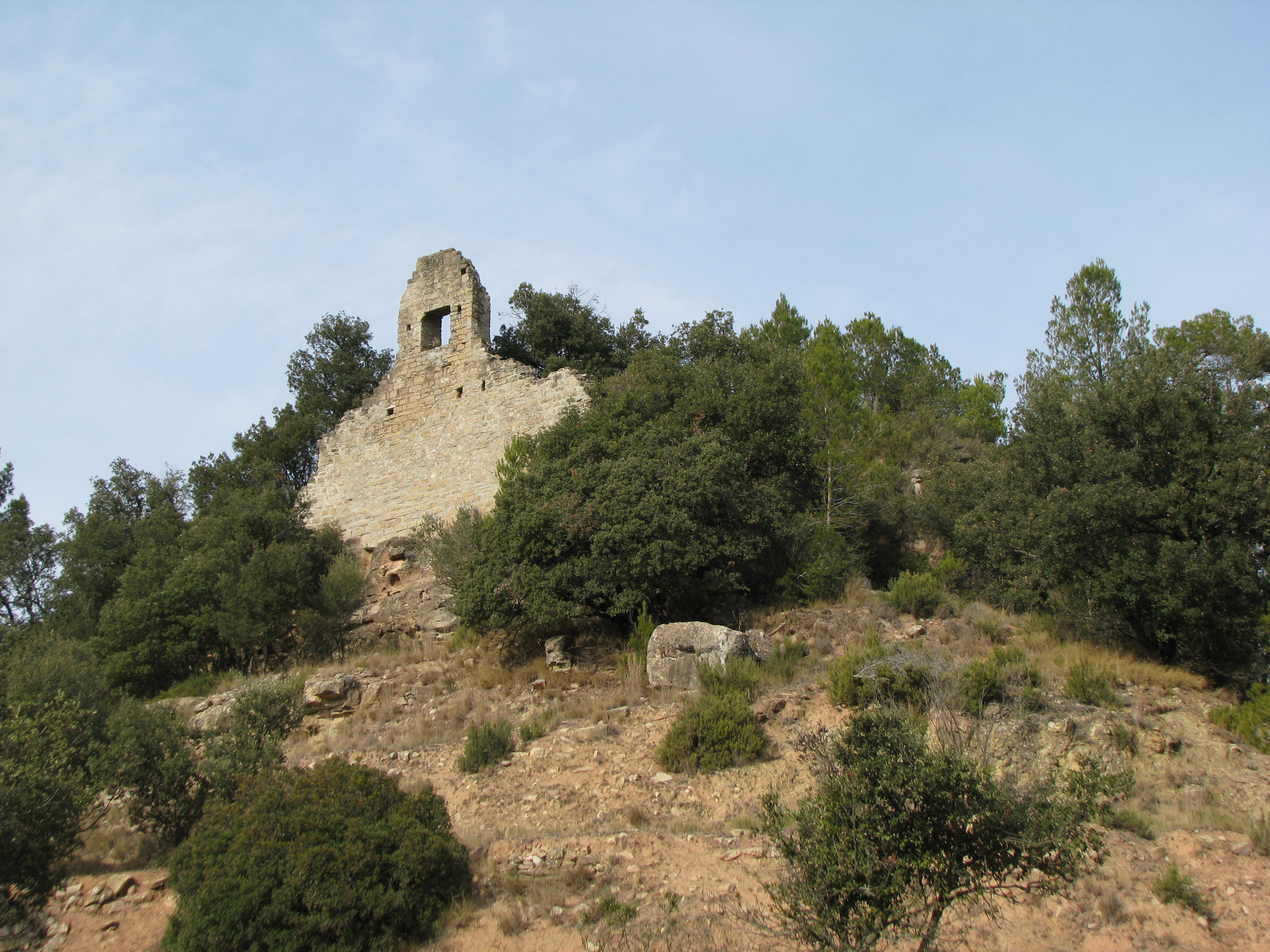
Ruinas del castillo de Rocafort

Debido al terreno en el que está situada la localidad de Rocafort, un macizo rocoso y rodeados de paisajes con mucha piedra y poca tierra, se creía que ese era el motivo del nombre de Rocafort. Estudios posteriores aseguran que el origen de Rocafort viene dada por la existencia del castillo. Llamar Roc (en castellano roque) a un castillo proviene del juego del ajedrez, en las que hay unas piezas equivalentes a fortalezas, antes llamadas roques y ahora torres. En el escudo de los señores de Rocafort, y posteriormente el de los Sitjar, que también fueron señores de Rocafort, viene representados varios roques, al igual que en el escudo municipal actual. Es por eso que el topónimo tiene su origen en la existencia de su castillo o roque (roc en catalán), el cual alguna vez fue ampliado o fortificado, por eso a Roc (o "Roca", como en italiano) se añadió fort, formando Rocafort.

## Símbolos

### Escudo
El escudo del municipio se define por el siguiente blasón: 
Escudo embaldosado truncado: primero de argén, 3 roques de azur malordenados; segundo de gules, un puente gótico de oro de 9 arcos moviente de la punta. Por timbre una corona mural de pueblo.
Fue aprobado el 24 de mayo de 1984. La primera partición corresponde a las armas parlantes de los Rocafort, señores del pueblo que tradicionalmente ha sido cabecera del municipio, pero que actualmente se ha visto ampliamente superado por la localidad de Pont de Vilomara, población industrial creada al final del siglo XIX cerca del antiguo puente gótico (siglo XIII) sobre el Llobregat. Tiene nueve arcos y se ve representado en la segunda partición del escudo, donde simboliza la nueva capital del municipio.

## Economía
Antiguamente la economía estaba basada en la agricultura, principalmente de la viña, pero la filoxera acabó con este cultivo a finales del siglo XIX. Debido al cambio en la balanza demográfica del municipio, la actividad agrícola se fue anulando, pasando al sector industrial, con la construcción de fábricas textiles en el Pont de Vilomara cerrando en los años 1980. La principal actividad industrial en la zona ha pasado a ser el reciclaje y recuperación de pilas y electrodomésticos.

## Demografía
Rocafort y Vilumara cuenta con una población de 4140 habitantes (INE 2024).
| Gráfica de evolución demográfica de Rocafort y Vilumara entre 1842 y 2021 |
| |
| Población de derecho según los censos de población del INE. Población de hecho según los censos de población del INE.En estos censos se denominaba Rocafort y Vilumara: 1842, 1857, 1860, 1877, 1887, 1920, 1930, 1940, 1950, 1960, 1970 y 1981. En estos censos se denominaba Rocafort: 1897, 1900 y 1910. |

### Núcleos de población
Rocafort y Vilumara está formado por dos núcleos o entidades de población. 
Lista de población por entidades:
| Entidad de población | Habitantes (2009) |
| -------------------- | ----------------- |
| Vilumara             | 3.667             |
| Rocafort             | 47                |
| Fuente: INE          |                   |

### Evolución demográfica
| 1321                                                 | 1095 | 1933 | 2226 | 3672 | 3751 | 3782 |
| (Fuente: Ajuntament del Pont de Vilomara i Rocafort) |      |      |      |      |      |      |

## Administración
| Periodo   | Nombre                           | Partido |
| --------- | -------------------------------- | ------- |
| 1979-1983 | Cecilio Rodríguez Carmona        | PSC     |
| 1983-1987 | Evaristo de la Torre Valdeolivas | PSC     |
| 1987-1991 | Evaristo de la Torre Valdeolivas | PSC     |
| 1991-1995 | Evaristo de la Torre Valdeolivas | PSC     |
| 1995-1999 | Evaristo de la Torre Valdeolivas | PSC     |
| 1999-2003 | Evaristo de la Torre Valdeolivas | PSC     |
| 2003-2007 | Evaristo de la Torre Valdeolivas | PSC     |
| 2007-2011 | Cecilio Rodríguez Martín         | PSC     |
| 2011-2015 | Cecilio Rodríguez Martín         | PSC     |
| 2015-2019 | Cecilio Rodríguez Martín         | PSC     |
| 2019-2023 | Enric Campàs Serra               | PSC     |

| Partido político                                 | 2015  | 2015       | 2015 |
| Partido político                                 | %     | Concejales |      |
| Partido de los Socialistas de Cataluña           | 52,73 | 6          |      |
| Grup Independent del Pont de Vilomara i Rocafort | 18,36 | 2          |      |
| Esquerra Republicana de Catalunya                | 15,43 | 2          |      |
| Convergència i Unió                              | 10,73 | 1          |      |

## Patrimonio

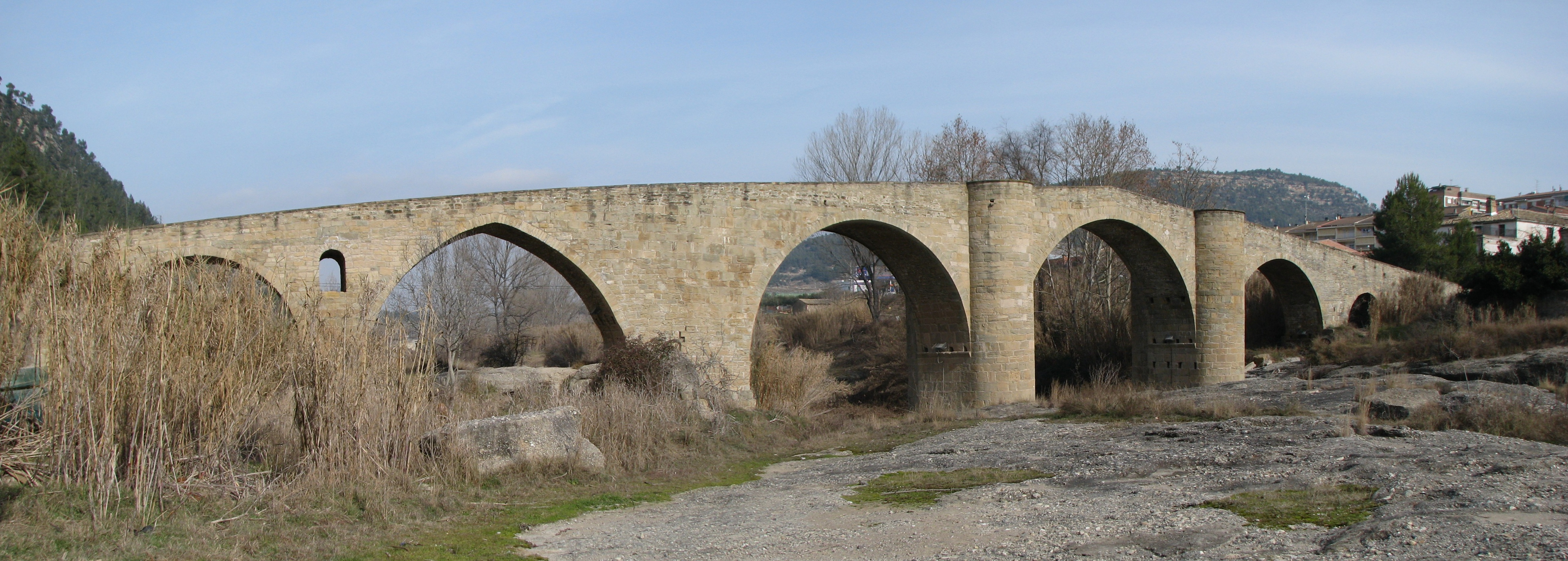
El puente antiguo de estilo gótico

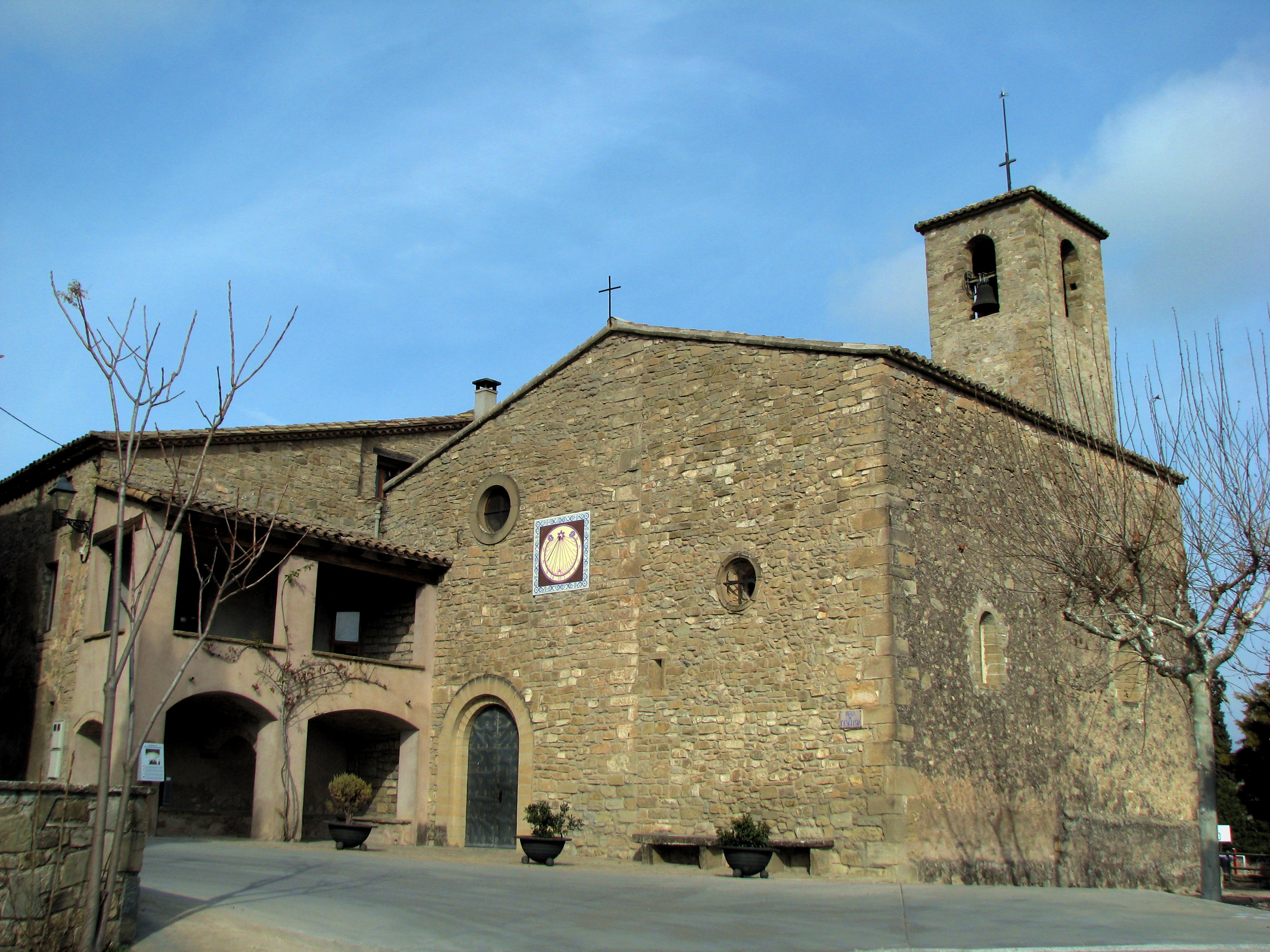
Iglesia de Santa María de Rocafort

- Antiguo puente sobre el río Llobregat. De unos 130 metros de largo, de composición asimétrica, con un arco central, tres en el margen izquierdo y cinco en el derecho. Documentado desde el 1012 y reconstruido durante el siglo XVII y en 1989. El monumento da nombre a la localidad. Dado que el término municipal está delimitado por el río Llobregat, parte del puente se encuentra en el término municipal de Manresa, así como unas pocas casas que hay en la orilla derecha del río.
- Ermita románica de Santa Magdalena del Pla: del siglo XII, se encuentra cerca del cementerio de Pont de Vilomara.
- Iglesia parroquial de la Virgen de la Divina Gracia: de estilo neogótico, situada en la plaza mayor.
- Ermita prerrománica de Santa Maria de Matadars: de mediados del siglo X.
- Ermita de Sant Romà de Roviralta. Situada dentro de los términos de la masía de Roviralta. Se inició la construcción en 1347.
- Castillo de Rocafort. Es estado de ruinas. Situado al lado izquierdo de la carretera que va desde El Pont de Vilomara a Rocafort, justo antes de llegar a Rocafort. Citado en documentos del año 902, con nombre de Palacio de Vesa. Palacio en esa época también significaba castillo.
- La Roca de les creus (la roca de las cruces). Roca que ha inspirado muchas leyendas de su origen. Se trata de un bloque de piedra que tiene grabadas unas cuarenta cruces así como otras marcas. En la actualidad se encuentra detrás de la iglesia de Santa María de Rocafort, en la localidad de Rocafort.
- Museo de Rocafort. Inaugurado el 15 de agosto de 1986
- Iglesia de Santa María de Rocafort. Situada en la localidad de Rocafort, de elementos románicos reutilizados y elementos de un estilo gótico tardío. Aparece documentada en 1023. En el interior se encuentra una tumba gótica de Pere de Sitjar, siglo XIV. De ábside poligonal y un esbelto campanario restaurado en los años 1980. En 1994 se pintaron los murales interiores para la sacristía.
- Tines del valle del Flequer. Siete conjuntos excepcionales de lagares entre las viñas que testimonian el cultivo de la vid en áreas actualmente boscosas.

## Fiestas
- 1 de mayo, fiesta mayor de invierno de Rocafort.
- 2.º fin de semana de junio, Fiesta del Contribuyente del Pont de Vilomara.
- último fin de semana de julio, fiesta mayor del Pont de Vilomara.
- 15 de agosto, fiesta mayor de verano de Rocafort.

## Personas notables
- Isidre Flotats (1927-2014), jugador de fútbol español que jugaba de centrocampista.
- Jesús Serra (1911-2005), empresario fundador de la compañía de seguros Catalana Occidente.
- Jonathan Soriano Casas, nacido el 24 de septiembre de 1985. Jugador profesional de fútbol. Actualmente forma parte del Red Bull Salzburg.